# Masquage sonore
 (janvier 2013).
Pour les articles homonymes, voir Masque (homonymie).
Le masquage sonore est une technologie qui vise à émettre un son doux dans le but d'augmenter la confidentialité et le confort acoustique dans les espaces de bureau.

## Description
Le principe du masquage sonore est d’émettre un son doux, neutre et non dérangeant afin de masquer les distractions sonores telles que les conversations indésirables, les claviers, les imprimantes, etc. Il en résulte une amélioration de la confidentialité et une impression de calme favorisant la concentration et la productivité.
L’oreille est un organe biologique qui s’ajuste à l’environnement, ainsi lorsque nous sommes dans une pièce très silencieuse, notre seuil d’audition baisse et la moindre distraction sonore nous dérange, par exemple, une goutte d’eau tombant dans un évier. Si nous sommes dans un environnement moins silencieux, par exemple, au bord de la mer ou dans notre voiture, dans une pièce où nous entendons de la musique, notre cerveau ne percevra pas cette distraction sonore et nous nous sentirons plus à l'aise.
Nous expérimentons quotidiennement le principe du masquage : son des vagues, vent dans les feuilles, musique, bruit de ventilation, etc. Cependant, ces effets de masquage ne sont pas idéaux, puisqu’ils ne sont pas continus, uniforme ou appréciés par tous, surtout en ce qui a trait à la musique. 
Le masquage sonore vise à émettre, dans un espace donné, un son de masquage idéal, soit un son neutre, doux et non dérangeant, sans sifflement ou grondement et conçu pour masquer efficacement la parole. L’ambiance acoustique devient alors homogène et semble plus feutrée. 

## Équipement
- Contrôleur de masquage sonoreContrôleur

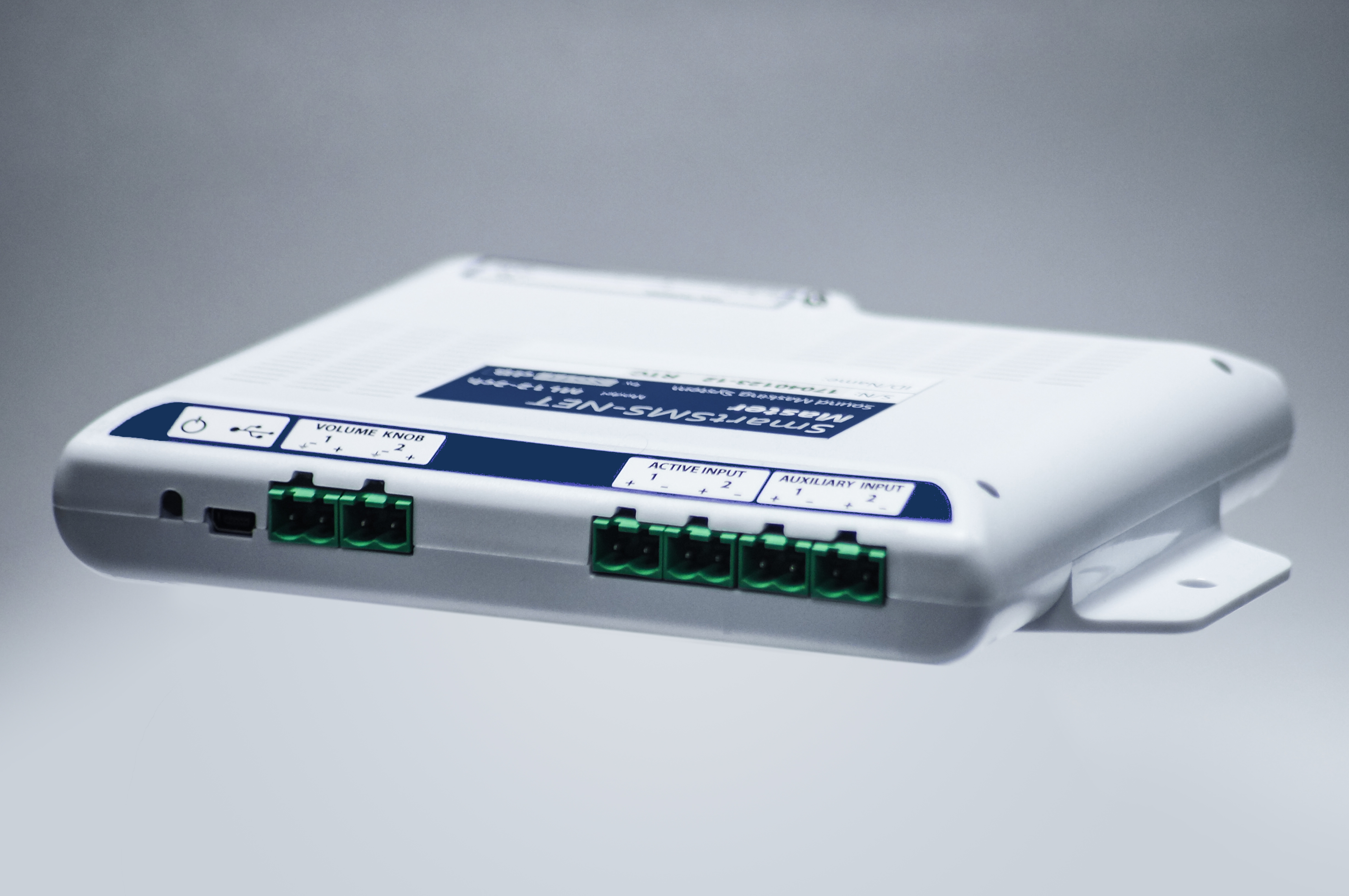
Contrôleur de masquage sonore

Le contrôleur est l'appareil qui gère le masquage sonore. Il s'agit du générateur de son, d’un amplificateur et d’un contrôleur digital qui contrôle le son de  masquage. Il est connecté aux haut-parleurs et aux senseurs. Il existe plusieurs types de contrôleurs qui permettent de couvrir différents espaces. Certains de ces appareils peuvent être contrôlés via des applications pour cellulaire
- Haut-parleurs

Ils sont habituellement installés dans le plenum (entre-plafond). Les haut-parleurs sont répartis dans le plenum de façon que le son masquage soit diffusé uniformément dans tous l'espace à être traiter.
- Senseurs

Les senseurs sont utilisés pour capter le niveau de bruit ambiant à l'intérieur de la zone de masquage. Ils transmettent cette information au contrôleur qui peut ainsi ajuster les niveaux du masquage de façon à augmenter le confort des occupants.   

## Bénéfices du masquage sonore
- Augmentation de la confidentialité

Le masquage sonore s’avère une solution efficace pour augmenter la confidentialité de n’importe quel type d’environnement pour assurer une meilleure protection des informations privées. Le son émis par le masquage sonore se mélange aux autres sons présents dans l'espace, les rendant moins intelligibles, donc moins compréhensibles. 
- Réduction du stress et augmentation du confort

Le masquage sonore rend l'espace acoustique plus neutre et feutré, car il masque les irrégularités. Ce faisant, l'espace devient plus propice au repos et au confort. Certains dispositifs permettent un ajustement automatique (actif) du volume de masquage, ainsi le masquage est plus doux lorsqu'il n'y a pas d'activité dans l'espace acoustique, et devient plus fort quand les activités augmentent.   
- Augmentation de la productivité

Les systèmes de masquage sonore permettent d'éliminer les distractions sonores causées par les conversations et les équipements de bureaux et autres distractions sonores moins audibles. Il en résulte un environnement de travail qui permet une meilleure concentration des employés. Comme de 10  à   15 minutes sont généralement requises pour retrouver un état de bonne concentration après une interruption, leur productivité augmente. Selon la récente étude du Conseil national de recherche du Canada sur l’acoustique des bureaux à aires ouvertes :
« Les simulations en laboratoire ont montré que le masquage sonore favorisait les tâches cognitives complexes et réduisait le stress perçu » CNRC

## Études sur les avantages du masquage

### Étude du CRNC
Le Conseil national de recherches du Canada (CNRC) a effectué une étude de quatre ans sur les bureaux à aire ouverte afin d’en déterminer les conditions optimales.
Cette étude a montré que la satisfaction des occupants vis-à-vis de leur environnement acoustique augmentait à mesure que l’intelligibilité des conversations diminuait. En effet, les gens n’aiment pas quand leurs conversations peuvent être entendues et ils sont grandement dérangés par les conversations indésirables particulièrement lorsqu’ils peuvent suivre le cours de cette conversation.
Plusieurs mesures acoustiques sont recommandées afin de réduire l’intelligibilité dont l’installation d’un système de masquage sonore bien calibré. Le CNRC a aussi défini le spectre de masquage idéal. Un spectre sonore qui contient assez d’énergie aux fréquences spécifiques à la voix afin de bien la masquer et une bonne balance entre les hautes et les basses fréquences afin de ne pas générer de sons aigus ou graves.

### Étude Santé Canada
Aucune étude scientifique ne rapporte d’effets négatifs sur la santé. Le niveau sonore du masquage (45 dBA) est trop bas pour avoir un effet négatif, de plus, le spectre de masquage est neutre et diffus. Il ne génère pas de son aigu ou grave.
Au point de vue physiologique, il n'y a aucun risque connu de perte auditive associé aux niveaux sonores inférieurs à 70 dBA, peu importe la durée de l'exposition, indique Santé Canada.